# Scorpiurus vermiculatus
Scorpiurus vermiculatus é uma espécie de planta com flor pertencente à família Fabaceae. 
A autoridade científica da espécie é L., tendo sido publicada em Species Plantarum 2: 744. 1753.
Os seus nomes comuns são cornilhão-esponjoso ou cornilhão-grosso.

## Descrição
Histórica
A seguir apresenta-se a descrição dada por António Xavier Pereira Coutinho na sua obra Flora de Portugal (Plantas Vasculares): Disposta em Chaves Dicotómicas (1.ª ed. Lisboa: Aillaud, 1913):
Vagem enrolada concêntricamente num mesmo plano, grossa, com as costas todas cobertas de verrugas pediculadas e dilatadas no cimo: sementes elipsoides. levemente curvas, arredondadas nas extremidades; pedúnculo l-floro. Planta de 1-4 dm., erecta ou ascendente, com pêlos patentes. Planta anual. Abril a Julho. Searas, restolhos, pousios, arrelvados: Minho, Beira, Estremadura, Alentejo, Algarve (frequente).

## Portugal
Trata-se de uma espécie presente no território português, nomeadamente em Portugal Continental e no Arquipélago da Madeira.
Em termos de naturalidade é nativa das duas regiões atrás indicadas.
No Arquipélago da Madeira, ocorre na ilha da Madeira, não ocorrendo nas outras ilhas do arquipélago.

## Protecção
Não se encontra protegida por legislação portuguesa ou da Comunidade Europeia.

## Biblografia
- Scorpiurus vermiculatus[ligação inativa] - Checklist da Flora de Portugal (Continental, Açores e Madeira) - Sociedade Lusitana de Fitossociologia
- Scorpiurus vermiculatus - Portal da Biodiversidade dos Açores
- Scorpiurus vermiculatus - The Plant List (2010). Version 1. Published on the Internet; http://www.theplantlist.org/ (consultado em 29 de agosto de 2014).
- Scorpiurus vermiculatus - LegumeWeb from the ILDIS World Database of Legumes, version 10.01